# Лазаревка (Николаевская область)
Лазаревка (укр. Лазарівка) — село в Казанковском районе Николаевской области Украины.
Население по переписи 2001 года составляло 45 человек. Почтовый индекс — 56008. Телефонный код — 5164. Занимает площадь 0,358 км².

## Местный совет
56000, Николаевская обл., Казанковский р-н, пгт Казанка, ул. Мира, 228